# Belojarskij
Belojarskij (ryska: Белоя́рский) är en ort i Sverdlovsk oblast i Ryssland. Folkmängden uppgår till cirka 12 000 invånare.
Belojarskij erhöll stadsrättigheter 1959.